# Années 1060
Les années 1060 couvrent la période de 1060 à 1069.

## Événements
- Vers 1060 : 
  - en Russie, l’indépendance politique du prince Vseslav vis-à-vis Kiev est concrétisée par la création d’un diocèse à Polotsk, où est construite une église dédiée à Sainte-Sophie. Les évêchés de Tchernigov et de Pereïaslav sont nommés métropoles d’honneur par le patriarche de Kiev, du fait de leur rôle dans la lutte contre les Coumans[1]. Les ermitages situés dans les grottes de Kiev se transforment en une première communauté cénobitique sous la direction de Barlaam. Théodose, nommé supérieur de la communauté, fonde le monastère des Grottes de Kiev vers 1065[2].
  - organisation de l'église catholique en Scandinavie : évêchés de Lund en Scanie, évêchés de Ribe, Århus, Viborg, Vestervig (Vendsyssel) dans le Jylland, d'Odense en Fionie, de Roskilde (Sjælland) et de Schleswig[3].
- 1061 : début des incursions des Coumans (Polovci) sur les terres russes. Des Ukrainiens refluent des bords du Dniepr vers la Ruthénie où ils fondent à la fin du XIe siècle une principauté indépendante[4].
- 1061-1091 : conquête de la Sicile par les Normands[5].
- 1062 : fondation de Marrakech ; début de la conquête du Maroc par les Almoravides[6].
- 1063-1072 : règne d'Alp Arslan ; les Seldjoukides s'emparent de l'Arménie byzantine avec la prise d'Ani et de Kars en 1064, ce qui conduit une partie de la population à émigrer vers la Cilicie. Ils ouvrent l'Asie Mineure à la conquête turque en détruisant l'armée byzantine à la bataille de Manzikert en 1071[7].
- 1065-1072 : disette en Égypte due à d’insuffisantes crues du Nil ; troubles [8]. Exode des riches vers la Syrie ou la Mésopotamie.
- 1065-1067 : fondation à Bagdad de la première Nizamiyyah, medersa créée par le vizir Nizãm al-Mulk, centre d'enseignement sunnite orthodoxe[9].

- 1066 :

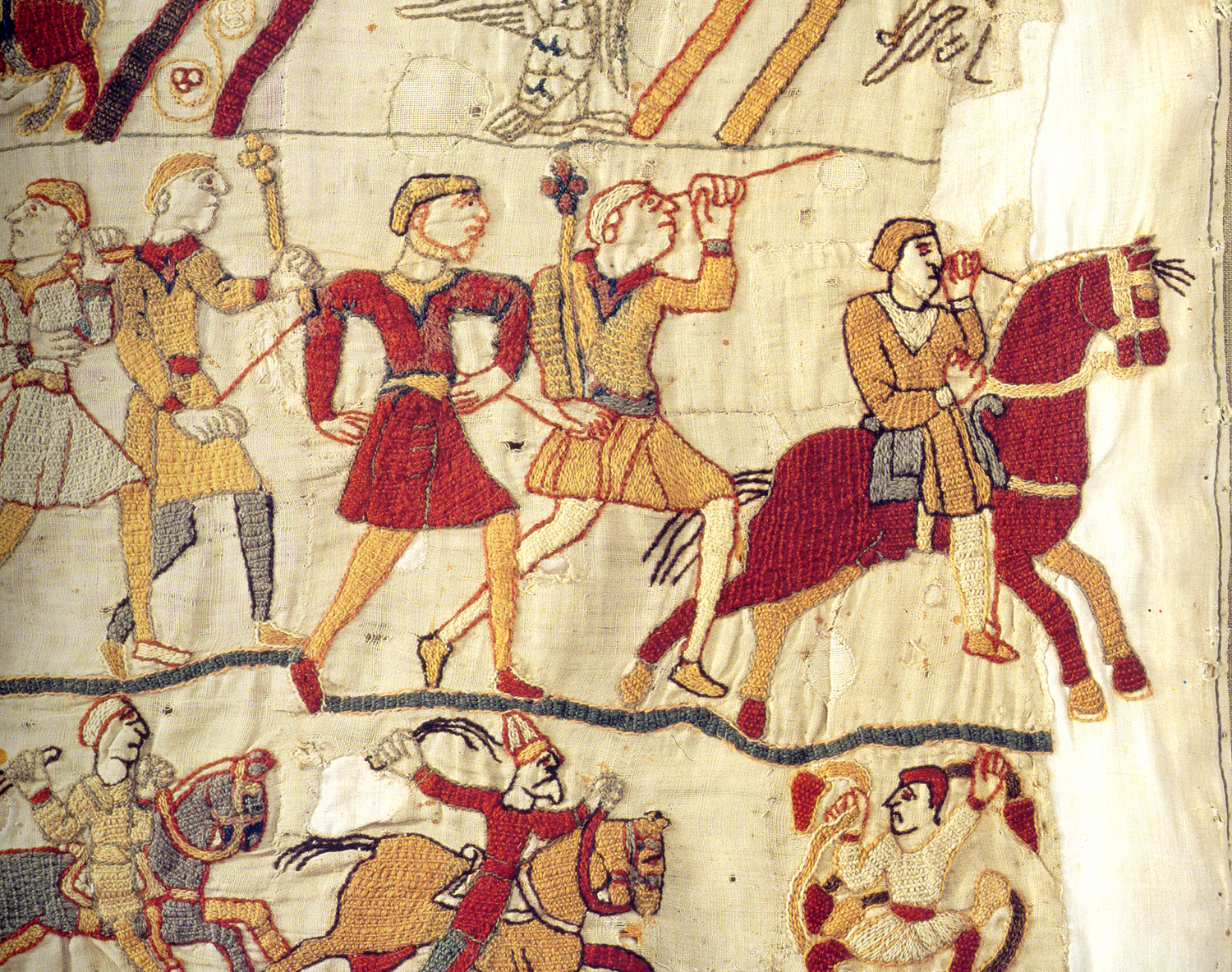
La Conquête normande de l'Angleterre est illustrée par la tapisserie de Bayeux.

  - crise de succession en Angleterre et conquête normande par Guillaume le Conquérant. Les révoltes se propagent dans le nord (Durham et Yorkshire en 1069, East-Anglie en 1070). Guillaume réplique par une campagne dévastatrice (the harrying of the north). Premiers Juifs connus en Angleterre à la suite de Guillaume le Conquérant[10].
  - résurgence du paganisme en Suède après le règne de Stenkil[11]. Dès la menace d’une disette, les Suédois sont tentés de se tourner à nouveau vers les dieux de la fécondité/fertilité (Freyr/Freyja).
- 1066-1075 : répression du mouvement les patares (ou patarins) à Milan, partisans des réformes religieuses[12].

## Personnages significatifs
- Abbad III
- Agnès d'Aquitaine, régente du Saint-Empire romain germanique
- Alexandre II (pape)
- Alp Arslan
- Anselme de Cantorbéry
- Béla Ier de Hongrie
- Go-Sanjō
- Guillaume le Conquérant
- Guillaume VIII de Poitiers
- Harold II d'Angleterre
- Nizam al-Mulk
- Philippe Ier de France
- Robert Guiscard
- Roger Ier de Sicile
- Romain IV
- Sanche Ier d'Aragon
- Sanche II de Castille
- Sīmǎ Guāng
- Sven II de Danemark
- Vratislav II de Bohême
- Youssef Ibn Tachfin